# ヒモムシ
ヒモムシ（紐虫）は、紐形動物門（ひもがたどうぶつもん、Nemertea）に属する動物の総称。大部分は海産で、滑らかで平たいひも状の体をしている。

## 概説
ヒモムシは、その名の通り紐状の動物で、見かけの上ではその他に目立った特徴がない。動きの鈍い動物であり、底を這い回るものが多い。体は左右相称で、腹背があり、不明瞭ながら頭部が区別できる。前端に口、後端に肛門があり、いわば典型的な蠕虫である。附属肢や触手など見かけ上で目立つ構造はないが、前端に内蔵された吻があり、これをのばして摂食などに利用する。
ほとんどが底生生活で、一部に浮遊生活のものが知られる。大部分の種が海産であるが、淡水産、陸生の種もわずかに知られている。体長は数ミリメートル - 十数メートル。Lineus longissimus というヒモムシは体長 30メートル に達し、動物のなかでも最大の体長をもつ種の1つに挙げられる。
かつては扁形動物に近縁のごく原始的な後生動物と考えられたが、現在では見方が変わっている。

## 特徴

### 外部形態

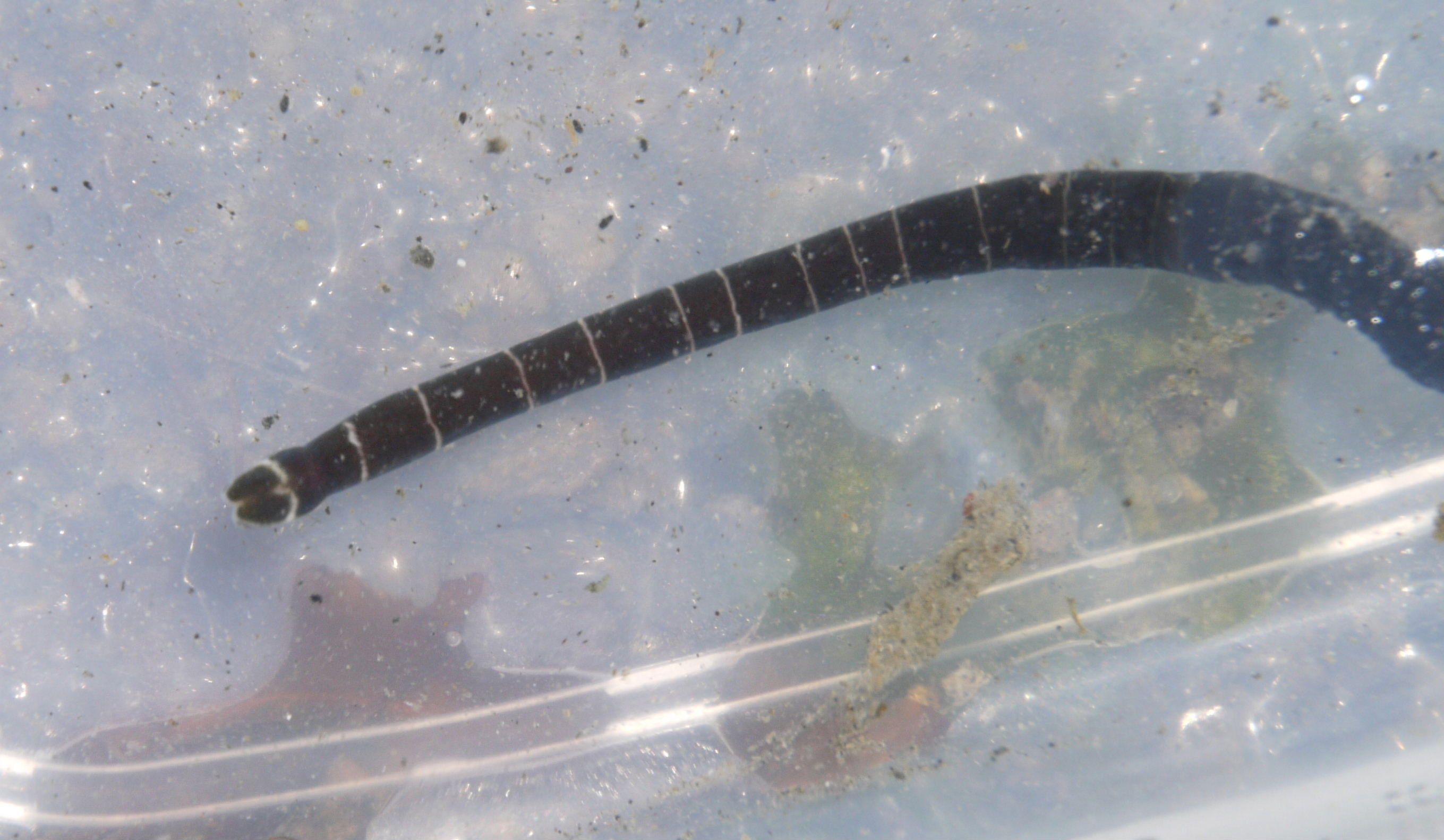
ミサキヒモムシの前体部

体はその名の通りに細長い。体は柔らかく、摘まんでもつまみ心地がない程度。非常によく伸び縮みする。表皮は粘液
に覆われ、また繊毛がある。
左右対称で腹背がある。体はさほど厚みがないが、背中側にふくらみ腹面は扁平。背面には模様があるものもある。体は前端から後端までほぼ変わらない太さだが、前端から少し後ろでややくびれるものが多く、これを頭横溝という。ここから先が頭部というが、実際はこの少し後方までが頭部としての構造を持つようで、頭部とそれ以降の部分ははっきりと区別できない。また、頭の先端から背中側にくぼみがあって、先端が二つに分かれたようになっている例もよくあり、これを頭縦溝という。
頭部には肉眼的にはあまりなにもないが、実際には眼点などの感覚器が並んでいる。一対の頭感器と呼ばれるものが頭部に開いた穴の内部にあり、これが化学物質の受容を行っているとされる。

### 内部構造
口は体の前端の下面にあり、消化管はそこから後方へと直線的に続き、後端の肛門につながる。消化管は前方から前腸・胃・幽門・腸に区別される。 
前頭部に長い吻（ふん）を持つ。この吻は裏返しにして体内に格納することができる。吻は消化管の背面側に伸びる吻腔に納められており、その先端は口か、口より前に開く吻口に続く。吻の先端には針を持つものと持たないものがあり、これによってヒモムシ類が無針類と有針類に区分される。
循環系として、閉鎖血管系を持つ。体側面の柔組織の中を走る側血管、背面にある一本の背血管が体の前後で互いにつながっているもので、背血管の一部は吻腔に入り、その部分が心臓の役目を果たしている。排出系としては原腎管がある。
神経系は大まかにははしご形神経系で、体側の腹面側を走る一対の縦走神経が前頭部の消化管の上で結合して脳を構成する。

## 生殖と発生
ヒモムシ類は普通は雌雄異体で、生殖腺は体の中央から後方にあり、複数が両側面に対をなして並び、それぞれ体側に口を開く。
放出された卵は粘液に包まれるか、ゼラチン質にくるまって卵塊を作る。卵割は全割でらせん卵割を示す。幼生はほぼ親の形となる、いわゆる直接発生をするものが多いが、無針類の一部では特有の幼生の形が見られ、それらはピリディウム幼生、デゾル幼生などと呼ばれる。

## 生態
多くの種が海産である。浅瀬の岩の間や泥の中から 4,000メートルの深海まで、広い範囲に生息している。湿った土壌や淡水中に生息する種もいる。ほとんどが底生だが、少数の浮遊性の種が知られる（オヨギヒモムシなど）。一部は陸生で土壌動物として生息する（リクヒモムシ）。
通常捕食性で、突き出した吻を獲物に巻きつけて捕らえる。また、吻の先端に毒針がついており、これを用いて他の動物を捕食する種もいる。体長の3倍の長さまで吻を伸ばす種もいる。一部に貝などに寄生生活する種が知られる。
小型の甲殻類、多毛類、貝類などを食べる。
2017年10月2日、東北大学、日本森林技術協会、自然環境研究センターなどの研究グループは、小笠原諸島の父島・母島から、小笠原の固有種である土壌動物の陸生甲殻類（ワラジムシ類やヨコエビ類）が消えた原因は、リクヒモムシの1種（未同定の新種で外来種）であることを発表した
。

## 系統関係
形態や繊毛運動をすること、原腎管があること、体腔らしいものが存在せず、無体腔と考えられたことなどから、かつては扁形動物の渦虫類と棒腸類に近縁であるとの説が有力であった。ただし扁形動物との大きな違いとして口と肛門が分化している点は大きく、そのために扁形動物に次いで原始的な、口と肛門の分かれたもっとも下等な動物、というのが一つの定説であった。しかし、閉鎖血管系を持つことなどより高度な性質と思われる面もあり、議論の分かれる動物群であった。脊椎動物の祖先形をこの類に求める説すらあった。
さらに、近年の分子生物学的な研究では、環形動物や軟体動物（いずれも中胚葉由来の体腔がある真体腔類）と近縁であると説が浮上した。その観点からの見直しで、吻を格納する吻腔が体腔に相当するとの判断も出たため、無体腔動物との判断が揺らぎ、さらに発生の再検討からこの構造が裂体腔と見るべきとの判断も出ている。そのため前述のような扁形動物と関連させた位置づけは見直されている。

## 分類
紐形動物門に属する動物は1,000種以上知られている。伝統的には以下の様な分類体系があった。
- 無針綱 Anopla - 口が脳より後方にあり、吻に針を持たない。
  - ホソヒモムシ目（原始紐虫類）Archinemertea（古紐虫類に含められていた[5]）
  - クリゲヒモムシ目（古紐虫類）Palaeonemertea
  - ヒモムシ目（異紐虫類）Heteronemertea
- 有針綱 Enopla - 口が脳より前方にあり、多くの種が吻に針を持つ。 
  - ハリヒモムシ目（針紐虫類）Hoplonemertea
  - ヒモビル目（蛭紐虫類）Bdellonemertea

21世紀以降の分子系統解析に基づく系統関係から、無針綱は側系統群として解体され、有針綱は蛭紐虫類（ヒモビル科）が単針類に内包されることから針紐虫綱に統合された。また異紐虫類と、古紐虫類とされていたイイジマヒモムシ属などが担帽類としてまとめられた。担帽類は針紐虫類の姉妹群であり、ともに新紐虫類という分岐群を構成する。古紐虫類は基部系統群であることが明らかになっており、非単系統群である可能性も指摘されている。
以下の分類は、Kajihara (2007, 2021)、柁原 (2012, 2018)、Chernyshev (2021)、国立天文台 (2021)、田中・多留 (2022)、World Nemertea Database (2022)、および波々伯部 (2022) に基づく。
- 上綱  Pronemertea
  - 古紐虫綱 Palaeonemertea（古紐虫類）
    - 目 Carinomiformes
      - Carinomidae
      - Carininidae

    - 目 Tubulaniformes
      - クリゲヒモムシ科 Tubulanidae - クリゲヒモムシTubulanus punctatus など
      - Carinomellidae

    - 目 Archinemertea（原始紐虫類）
      - ホソヒモムシ科 Cephalotrichidae - ホソヒモムシCephalothrix simula など
      - Cephalotrichellidae
- 上綱 Neonemertea（新紐虫類）
  - 担帽綱 Pilidiophora（担帽類）
    - 目 Hubrechtiiformes
      - Hubrechtiidae
      - Hubrechtellidae - イイジマヒモムシ属Hubrechtella

    - 異紐虫目 Heteronemertea（異紐虫類）
      - リネウス科 Lineidae - モエデヒモムシLineus sanguineus、オロチヒモムシCerebratulus orochi、シワヒモムシParborlasia corrugata、ミサキヒモムシNotospermus geniculatus など
      - バレンシニア科 Valenciniidae - タテジマヒモムシBaseodiscus curtus、イソヒモムシBaseodiscus delineatus、サナダヒモムシBaseodiscus hemprichii など
      - Eopilidiidae - Eopilidion misakiense[14]
      - （ほかPoliopsidaeなど帰属不明の科・属がある）

  - 針紐虫綱 Hoplonemertea（針紐虫類）
    - 多針目 Polystilifera（多針類）
      - 亜目 Reptantia - 底生性（側系統群）
      - 亜目 Pelagica - 遊泳性

    - 単針目 Monostilifera（単針類）
      - 亜目 Cratenemertea
        - マダラヒモムシ科 Cratenemertidae - マダラヒモムシNipponnemertes punctatula など
        - Uniporidae
        - Korotkevitschiidae

      - 亜目 Eumonostilifera
        - 下目 Amphiporina（以下の科を含めて帰属科未確定）
          - （アンフィポルス科 Amphiporidae - ヤジロベヒモムシAmphiporus cervicalis など）
          - （ホソミドリヒモムシ科 Emplectonematidae - ヒカリヒモムシEmplectonema kandai、ヨツメヒモムシNemertopsis quadripunctata など）
          - （カニヒモムシ科 Carcinonemertidae）
          - （ヒモビル科 Malacobdellidae）
          - （サザレヒモ科 Ototyphlonemertidae）
          - （テトラステマ科/マミズヒモムシ科 Tetrastemmatidae - マミズヒモムシ属Prostoma、メノコヒモムシQuasitetrastemma nigrifrons など）

        - 下目 Oerstediina
          - プレクトネメルテス科 Plectonemertidae
          - Oerstediidae
- incertae sedis（所属不明：独立した綱Arhynchocoelaとする説もある）
  - 目 Arhynchonemertea
    - Arhynchonemertidae - Arhynchonemertes axi